# Barvířský dům (České Budějovice)

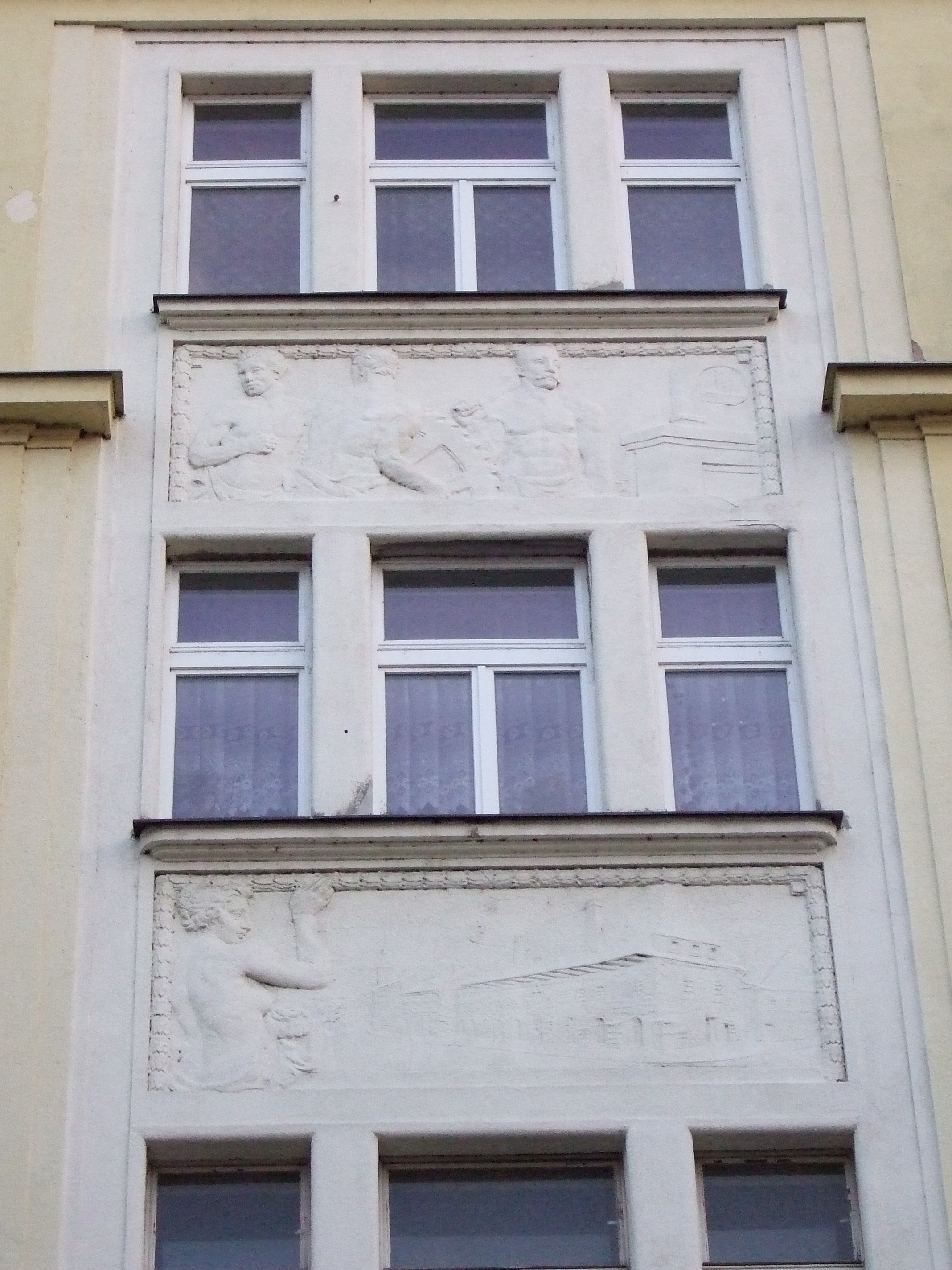
Spodní reliéf na Smetanově domě zachycuje Barvířský dům, na jehož místě stojí

Barvířský dům v Českých Budějovicích byla gotická stavba na rohu stávajících ulic Karla IV. a Kněžská. Stál v místě současného domu U Smetanů (Karla IV. 417/12).

## Historie
V 18. století se zde barvily látky (dnešní ulice Karla IV. se podle toho jmenovala Barvířská). Po obarvení byly sušeny na vysokém střešním krovu. Dům byl zbořen v roce 1915 (v tehdy Vídeňské ulici), poté na jeho místě vyrostl secesní dům U Smetanů.

## Umění
Barvířský dům na jednom z obrazů zachytil malíř Gustav Brauner. Znázorňuje ho i plastický reliéf na domě U Smetanů.